# إبراهيم سفياني
إبراهيم سفياني (مواليد 16 أبريل 1995) هو لاعب كرة قدم سعودي لعب سابقاً في نادي الرياض.